# Trojica u mraku
Trojica u mraku (naslov albuma odabran je po stripu Andrije Maurovića) peti je studijski album zagrebačkog rock sastava Aerodrom, koji izlazi 1984.g. U sastav se na bubnjeve nanovo vratio Zlatan Živković, koji ujedno izvodi i vokale. Album se sastoji od jedanaest skladbi i njihov je producent Jurica Pađen. Gosti na snimanju su Lazar Ristovski na klavijaturama, Miroslav Sedak Benčić saksofon, Ante Dropuljić truba i Herbert Stencel trombon. Sastav nedugo nakon objavljivanja prestaje s radom i sastaju se nanovo tek 2000-ih.

## Popis pjesama
1. "Vatra je na nebu"
2. "Metar vina"
3. "Eat a shit"
4. "Zagreb, Ljubljana, Beograd"
5. "Razbi sve satove"
6. "Pogrešan dan"
7. "Ljubav nije knjiga"
8. "Šutnja"
9. "Fina porodica"
10. "Pozdrav sa bardo ravni"

## Izvođači
- Remo Cartagine - bas-gitara
- Jurica Pađen - gitare, vokali
- Zlatan Živković - bubnjevi, vokali

### Gosti na albumu
- Laza Ristovski - klavijature
- Miroslav Sedak Benčić - saksofon
- Ante Dropuljić - truba
- Herbert Stencel - trombon

## Zanimljivosti
- Trojica u mraku je također naziv stripa Andrije Maurovića iz 1936., a radi se o adaptaciji romana M. Branda.[1]

## Vanjske poveznice
- Službeni Instagram profil sastava
- Službeni Facebook profil sastava
- Službeni Youtube kanal sastava